# メギストテリウム
メギストテリウムあるいはメジストテリウム（学名：Megistotherium）は、新第三紀中新世前期のアフリカ大陸に生息した、肉歯目ヒアイナイロウロス科に属する絶滅した哺乳類の属。化石はリビア、エジプト、ケニアから産出している。
長さ約65センチメートルに達する頭蓋骨の化石が発見されている。それに基づく推定体長が約3.5メートルに上り、食肉目やメソニクス目などを含めても最大級の陸棲肉食哺乳類であったとされる。ただし、体骨格の既知の部位は乏しい。推定体重はSorkin (2008)で最大500キログラム。
ヒアイナイロウロスと同属であるとする説も提唱されている。